# Telescopi Solar Suec
El Telescopi Solar Suec (abreujat SST, Swedish Solar Telescope), és un telescopi d'1 m de diàmetre situat a l'Observatori del Roque de los Muchachos, a La Palma, Canàries. És gestionat per l'Institut de Física Solar de la Reial Acadèmia Sueca de Ciències.
El sistema òptic primari està format per lents de vidre, que ho converteixen en el segon telescopi òptic de refracció més gran del món en ús. El SST és un telescopi de buit, el que significa que es fa un buit gairebé total en el seu interior per a evitar l'aparició de defectes en la imatge provocats per l'aire en el seu interior, fet important per a un telescopi solar perquè la gran quantitat de llum recol·lectada pel telescopi causaria gran escalfament d'aquest aire amb la consegüent degradació de la precisió de la imatge.
En 2005 es van aconseguir amb el SST les imatges amb millor resolució del Sol obtingudes fins llavors amb cap telescopi, gràcies a l'ús del seu nou sistema d'òptica adaptativa. Igual que els altres telescopis solars, el SST només opera de dia, a diferència de la major part dels telescopis de l'observatori on s'hagi situat, que són nocturns. El SST va substituir al Telescopi Solar Suec de buit (SVST Swedish Vacuum Solar Telescope), que tenia 47,5 cm de diàmetre.